# Amicale de Lucé
Amicale de Lucé là một câu lạc bộ bóng đá Pháp có trụ sở tại Lucé.
Câu lạc bộ chơi trong giải hạng hai từ 1976 đến 1980. Họ đã đạt đến vòng 1/16 Coupe de France gần nhất vào năm 1978.

## Danh hiệu
- Champion of Division 3 Groupe Centre: 1976
- Champion of Centre de Division d'Honneur: 1979